# Dipturus canutus
Dipturus canutus es una especie de pez de la familia de los Rajidae en el orden de los Rajiformes.

## Morfología
Los machos pueden llegar a alcanzar los 79,5 cm de longitud total y las hembras 90.4.

## Reproducción
Es ovíparo y las hembras ponen huevos envueltos en una cápsula córnea.

## Hábitat
Es un pez de mar y de aguas profundas que vive entre 330-730 m de profundidad.

## Distribución geográfica
Se encuentra en Australia. 

## Observaciones
Es inofensivo para los humanos. 